# 三沢初子

三沢初子の像
（東京都目黒区・正覚寺）

三沢 初子（みざわ はつこ、寛永17年（1640年） - 貞享3年2月4日（1686年2月26日））は、仙台藩第3代藩主伊達綱宗の側室。三沢氏とも称す。

## 家系
信濃源氏の後裔で、信濃国伊那郡飯島郷の地頭の一族である三沢氏の出身。三沢氏は出雲国の国人領主となり、尼子氏と対抗と同盟を繰り返しながら国人領主として成長した。尼子氏の後に毛利元就に従い、その孫毛利輝元にも仕えて、元和偃武を迎えた。その頃の当主は三沢為虎で、初子の曽祖父にあたる。祖父の為基は毛利氏を出奔した。

## 生涯
寛永17年（1640年）、三沢清長の娘として生まれる。母は朽木宣綱の娘。初子は13歳のとき父母と死別し、叔母の紀伊という者に養われていたという。
初子は、叔母の紀伊が振姫の老女となるに及んでその縁で初め振姫の侍女となった。容姿端麗、天性聡明であったので、忠宗は振姫と相談し、彼女を世嗣の伊達綱宗の側室とした。伊達綱宗はその死まで正室を迎えず、初子は事実上の正室であった。
万治元年（1658年）、伊達綱宗は父の忠宗の死去に伴い第3代仙台藩藩主になった。翌年の万治2年（1659年）3月8日、初子は仙台藩伊達家の江戸屋敷にて第1子の亀千代（伊達綱村）を産む。

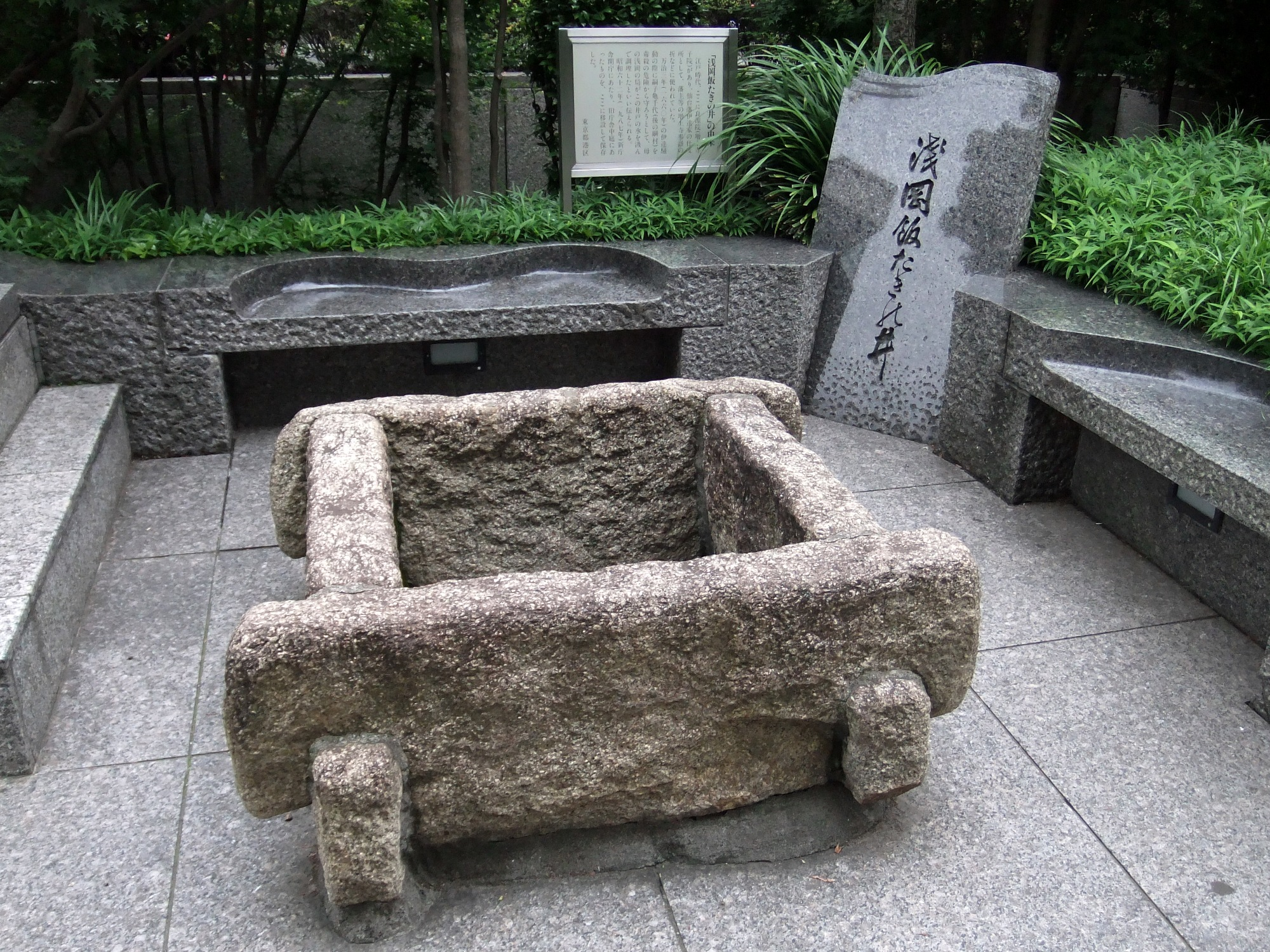
浅岡飯たきの井（港区役所前）

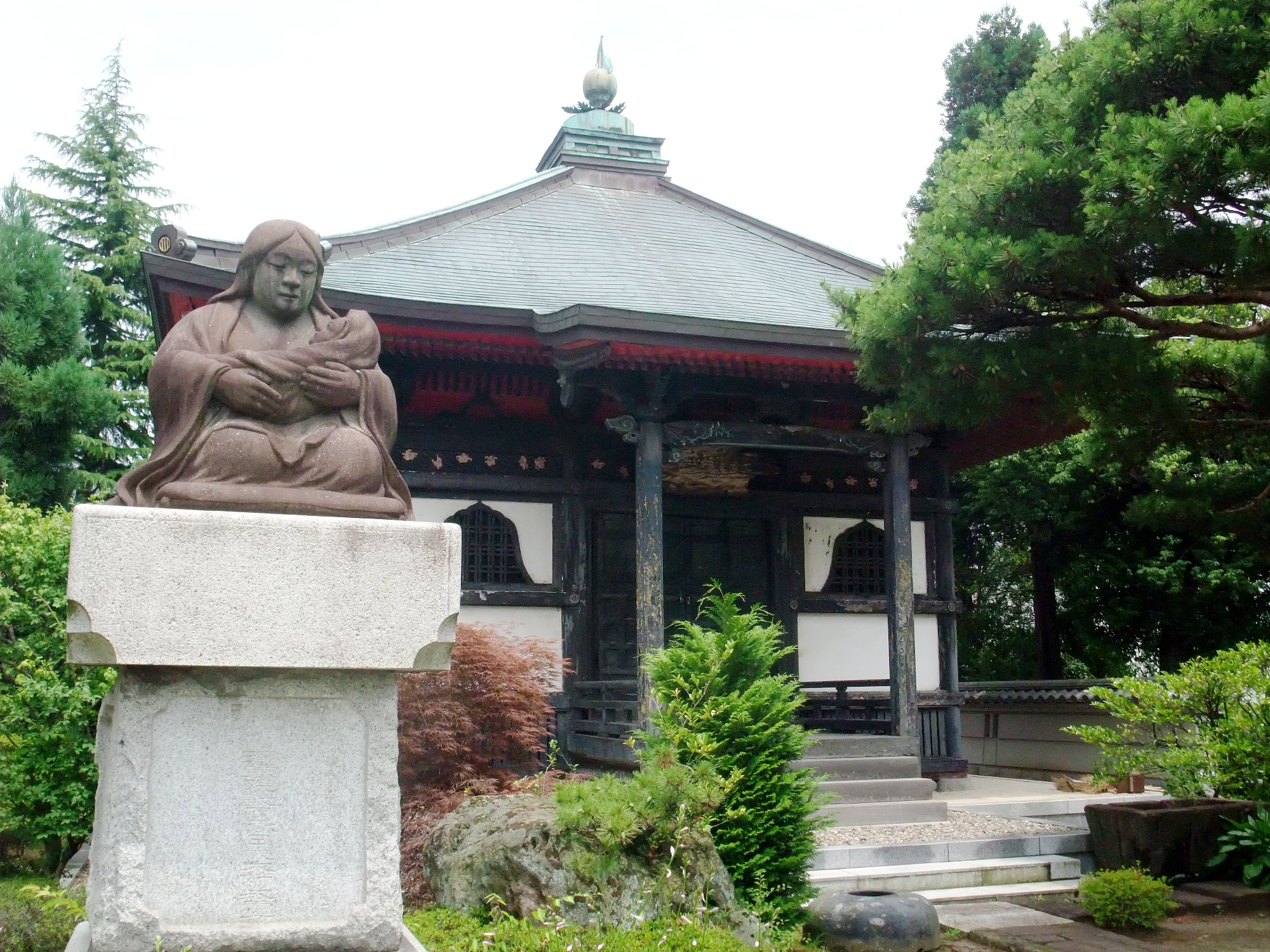
孝勝寺釈迦堂

だが、万治3年（1660年）伊達綱宗は隠居することになる。その世嗣の亀千代はまだ2歳であったが、第4代仙台藩藩主となった。このことが寛文事件の原因ともなったとされる。我が子の無事を案ずる初子は、釈迦像を刻んだ伽藍の香木を、まげの中に納め、亀千代の除災招福を祈願したという。また毒殺から身を守るため、良源院（増上寺の子院）の井戸から水を汲み、調理したと伝えられている。
寛文5年（1665年）には伊達村和、寛文6年（1666年）には伊達宗贇と、男子3人を産んだ。
寛文事件が収束したとき、初子はまげの中の仏を綱村に与え、「これはあなたの守り本尊だから、城外に安置しなさい」と遺言したという。
初子の弟の三沢宗直は、姉の縁で仙台藩に召抱えられ、延宝3年（1675年）には仙台藩藩主伊達綱村の命により、仙台藩家格一門に昇格した。
貞享3年（1686年）2月4日歿す。享年47。浄眼院殿了岳日巌大姉と法諡し、仙台城東の榴ヶ岡にある孝勝寺に葬られる。
のち、綱村はその母の遺志を守り、榴ヶ岡に釈迦堂を建立し、母の遺徳を牛馬にまで分け与えようとこの岡一帯にしだれ桜1万本を植えたという。
御廟所境内には、「ひとふしに 千代（ちよ）をこめたる 杖ならば つくともつきじ 君の齢（よわい）は」という初子作の歌が碑に刻まれている。
歌舞伎の伽羅先代萩に登場する乳母の政岡は初子がモデルとされている。